# Inguiomer
Inguiomer (lateinische Form: Inguiomerus, eingedeutscht auch Ingomar) war Anfang des 1. Jahrhunderts n. Chr. ein mächtiger Gau-Fürst der germanischen Cherusker.
Inguiomer war der Bruder des Segimer, des Vaters von Arminius. Er war pro-römisch eingestellt, musste sich jedoch im Frühsommer 15 n. Chr., während der römischen Germanicus-Feldzüge (14 bis 16 n. Chr.), auf die Seite seines Neffen schlagen, nachdem dieser den innercheruskischen Machtkampf gegen Segestes und wohl auch gegen Inguiomer für sich hatte entscheiden können. Während der Schlacht an den Pontes longi (langen Brücken) im Herbst 15 n. Chr. gegen vier Legionen des Aulus Caecina Severus wollte er sich der klug abwartenden Strategie des Arminius nicht beugen. Er setzte einen Angriff auf das römische Lager durch, der jedoch scheiterte und dem Caecina-Heer den Abzug aus aussichtsloser Lage ermöglichte. Inguiomer wurde selbst schwer verwundet. Auch im Folgejahr konnte er keine Erfolge erringen (Schlachten bei Idistaviso und am Angrivarierwall). Bald darauf ging er – vielleicht aus Neid gegenüber seinem Neffen – auf die Seite Marbods über.